# Cuba Libre
A Cuba Libre az 1970-es, 1980-as évek legelterjedtebb koktélja, Ernest Hemingway is gyakran megemlíti regényeiben.

## Története
Mint a koktélok keletkezésével kapcsolatban általában, „történelem” helyett inkább csak többé-kevésbé valószínű(tlen) legendákról lehet beszélni. A koktél keletkezése 1900 körülre, Kubába tehető: (1889, amikor Kubában a spanyol uralom amerikai katonai segítséggel amerikai befolyásra cserélődött). Az ital megszületését a hagyomány Fausto Rodriguezhez, a kubai amerikai katonai kormányzó küldöncéhez köti, aki saját elmondása szerint egy havannai bárban szemtanúja volt a keverék megszületésének, mivel a történet forrása a fehérrum-gyártó Bacardi cég egyik italreklámja, nem vehető túlságosan komolyan, ahogyan a pontos körülmények és írott források hiánya miatt a más kevert italokkal kapcsolatos, hasonló történetek sem.
Kuba szigetére az amerikai katonák vitték be ez időben magukkal az Újvilágban divatba jövő Coca-Colát. A kóla és a kubai fehér rum találkozásából pedig létrejött a Cuba Libre.

## Elkészítése
A fő hozzávalók mindig kóla és rum, de ezek aránya, a rum típusa, illetve a további hozzávalók némileg változóak. Az IBA hivatalos receptje szerint 5 cl fehér rumot, 12 cl kólát és 1 cl friss lime-levet töltenek jégre egy highball pohárban. Lime-szelettel díszítik.